# أكاديمية الفنون التمثيلية
أكاديمية الفنون التمثيلية (بالإنجليزية: Academy of Performing Arts in Prague) هي جامعة، ومعهد موسيقى، تأسست في 1944، في التشيك.